# Сизарка рудогруда
Сиза́рка рудогруда (Mayrornis versicolor) — вид горобцеподібних птахів родини монархових (Monarchidae). Ендемік Фіджі.

## Опис
Довжина птаха становить 12 см. Верхня частина тіла темно-сіра, хвіст рудуватий, нижня частина тіла рудувато-коричнева, груди дещо блідіші.

## Поширення і екологія
Рудогруді сизарки мешкають на островах Огеа-Леву і Огеа-Дрікі в архіпелазі Лау. Вони живуть у вологих рівнинних тропічних лісах.

## Збереження
МСОП вважає стан збереження цього виду близьким до загрозливого. Ареал птахів невеликий (площа Оґеа-Леву становить 13 км², а Оґеа-Дрікі — 5 км). Популяція рудогрудих сизарок становить від 1300 до 2000 птахів.